# Karejski tipik
Karejski tipik (srbsko  Карејски типик/Karejski tipik) je srednjeveški spis iz leta 1199, napisan na pergamentu v obliki zvitka. Napisal ga je Sveti Sava v svoji celici v Kariesu, središču Atosa.
Tipik je najstarejši ohranjeni srbski dokument. Vsebuje navodila in pravila za monaško in asketsko življenje. Shranjen je v zakladnici samostana Hilandar.

## Zgodovina
Karejski tipik je predelan in prirejen prevod starejšega, verjetno grškega, puščavniškega skitskega tipika. Skit je posebna oblika meniške skupnosti, ki se je razvila v krščanskem Egiptu v IV. in V. stoletju.
Karejski tipik kasneje postal obrazec monaškega puščavniškega življenja na Sveti gori (Atos) in mnogo širše. Tipik določa, kdo lahko postane puščavnik. Tipik ni dovoljeval, da bi se menih samovoljno odločil za puščavništvo in izolacijo, se pravi izdvajanje iz samostanskega bratstva, ampak je o tem odločalo bratstvo na osnovi ocene sposobnosti kandidata za tako strog meniški podvig. Puščavniško življenje je zahtevalo skoraj neprekinjen post in molitev. Jedel se je večinoma samo kruh in pila voda.
Besedilo tipika je Sveti Sava vklesal v marmorno ploščo nad vhodnimi vrati v svojo puščavniško celico. 
Izvirnik tipika s podpisom Svetega Save se je do druge polovice 19. stoletja hranil v njegovi karejski celici, potem pa je bil prenešen v samostan  Hilandar, kjer je še danes (oznaka AS 132/134). Pisan je na pergamentu v obliki zvitka, dolgega 74 cm. Savin pečat je iz temno zelenega voska, nepravilne okrogle oblike s premerom 39-43 mm.

## Vir
- Trifunović, Đorđe (1990). Azbučnik srpskih srednjovekovnih književnih pojmova (2. izd.). Beograd: Nolit.